# 1988年夏季残疾人奥林匹克运动会以色列代表团
1988年夏季残疾人奥林匹克运动会以色列代表团是以色列派出的1988年夏季残疾人奥林匹克运动会代表团。获得15枚金牌、14枚银牌和16枚铜牌。